# Microsoft Chrome
Microsoft Chrome war der Codename für eine Reihe von APIs, die den einfachen Zugriff auf DirectX aus der Anwender-Software, einschließlich HTML, ermöglichten. Chrome und die damit verbundenen Chromeffects wurden Anfang 1998 auf den Markt gebracht und mehrmals neu positioniert, bevor sie nur wenige Monate später im Zuge einer Unternehmensumstrukturierung eingestellt wurden. Während seiner kurzen Lebensdauer wurde das Produkt weithin als Beispiel für Microsofts „Embrace, Extend and Extinguish“-Strategie verspottet, die darauf abzielt, die Bemühungen um Standards zu ruinieren, indem Optionen hinzugefügt werden, die nur auf den eigenen Plattformen funktionieren.

## Geschichte
Im Mai 1997 kaufte Microsoft das Startup-Unternehmen Dimension X, das mehrere Java-basierte Animationstools wie Liquid Motion und Liquid Reality entwickelt hatte. In dem Bestreben, das kürzlich eingeführte Direct3D einer breiteren Öffentlichkeit zugänglich zu machen, vereinte das Chrome-Projekt das Dimension X-Team mit vielen Mitgliedern des ursprünglichen D3D-Teams. Ursprünglich war Chrome als eine Möglichkeit gedacht, 3D-Effekte zu allen möglichen Programmen hinzuzufügen, und wurde als „Windows-Systemdienst“ beschrieben, der Anfang 1999 fertiggestellt werden sollte. Chrome war die Dienstleistungsebene des Pakets und bestand aus Treibern, die mit D3D kommunizierten, sowie einer einfachen Viewer-Anwendung.
Chrome wurde im Juli 1998 auf der diesjährigen SIGGRAPH vorgestellt, und im August folgte eine Version für Entwickler. Damals verlangte Chrome relativ hohe Anforderungen an den Rechner: einen Pentium II mit 350 MHz oder mehr und eine AGP-Grafikkarte. Sogar Microsoft gab zu, dass die Hardware-Anforderungen hoch waren, so Brad Chase, Vice President of Windows Marketing and Developer Relations bei Microsoft: "Die ersten PCs, auf denen die Chrome-Funktion von Windows 98 laufen wird, werden 350-MHz-Pentium-Rechner sein.". Microsoft behauptete jedoch, dass dieser Standard von neuen Rechnern weitgehend erfüllt werden würde. Trotz dieser Versprechungen waren die Rückmeldungen der Tester fast durchweg negativ, sie beklagten sich über schlechte Leistung und allgemeine Fehlerhaftigkeit.
Im September 1998 kündigte Steve Ballmer Chromeffects während seiner Grundsatzrede auf der Seybold '98 an. Er verkündete, dass Chromeffects für Hardware-Herstellerpartner freigegeben wurde und dass sie es in das Windows-Betriebssystem integrieren, das sie nun auf neuen Maschinen ausliefern.
Angesichts der fast durchgängig negativen Presse, sowohl von den eigenen Entwicklern als auch von der breiteren Community, kündigte Microsoft an: „Basierend auf dem Feedback der Entwickler ziehen wir uns zurück und überarbeiten die Chromeffects-Technologien, um den Anforderungen unserer Partner und Kunden besser gerecht zu werden.“ Die Einstellung von Chrome war Teil einer größeren Umstrukturierung, die zu dramatischen Umschichtungen innerhalb der Multimedia-Gruppen von Microsoft führte. Viele der Chrome-Mitarbeiter wurden wieder in das DirectX-Team eingegliedert, während Eric Engstrom aus dem Multimedia-Bereich in das MSN-Team versetzt wurde. Engstrom war für Chrome und die ebenfalls „problematischen“ NetShow-Streaming-Media-Projekte zuständig. Zu dieser Zeit gab es auch Spekulationen, dass Chrome angesichts des Aufschreis der Web-Community eingestellt wurde, um weitere Probleme im laufenden Kartellverfahren zu vermeiden.
Microsoft löste sein Versprechen ein, die Internetstandards besser zu verfolgen, und brachte Microsoft Vizact heraus, das auf HTML+TIME basierte. Vizact fand wenig Anklang und wurde im Jahr 2000 eingestellt. 

## Chromeffects
Chromeffects war ein XML-basierter Wrapper, der es ermöglichte, Chrome von einer Webseite aus aufzurufen. Durch die Einbettung von Chromeffects-Objekten in HTML-Seiten konnten reichhaltige Inhalte auf die gleiche Weise erzeugt werden wie mit VML für 2D-Grafiken. Der Projektleiter von Chrome, Bob Heddle, behauptete: "Es wird die Branche vorantreiben. Wir verlagern DirectX von den Programmierern zu den Künstlern" Auch Microsoft Liquid Motion war eine ähnliche Schicht wie Chromeffects, jedoch in Java.
Chromeffects unterstützte keinen der Medienstandards, die zeitgleich mit seiner Entwicklung im W3C entwickelt wurden, einschließlich HTML+TIME oder das Document Object Model. Dies führte zu einem weit verbreiteten Aufschrei in der Internetgemeinde, die Chrome als einen Versuch von Microsoft ansah, eine mächtige proprietäre Technologie in das auf offenen Standards basierende Web einzubringen. Sollte Chromeffects weit verbreitet sein, würde dies die Nutzer auf Microsoft-Plattformen beschränken, auf denen die Inhalte angezeigt werden könnten. Dies führte zu Versprechungen seitens Microsoft, in Zukunft besser mit diesen Technologien zu interagieren.